# Роббьяте
Роббьяте (итал. Robbiate) — коммуна в Италии, расположена в области Ломбардия, подчиняется административному центру Лекко.
Население составляет 5333 человека (на 2004 г.), плотность населения составляет 1240 чел./км². Занимает площадь 4 км². Почтовый индекс — 23899. Телефонный код — 039.
Покровителем коммуны почитается святой Александр, празднование 26 августа.